# Telmatherina
Telmatherina – rodzaj ryb aterynokształtnych z rodziny Telmatherinidae, klasyfikowanej też jako podrodzina tęczankowatych.

## Klasyfikacja
Gatunki zaliczane do tego rodzaju:
- Telmatherina abendanoni
- Telmatherina albolabiosus
- Telmatherina antoniae
- Telmatherina bonti
- Telmatherina celebensis
- Telmatherina obscura
- Telmatherina opudi
- Telmatherina prognatha
- Telmatherina sarasinorum
- Telmatherina wahjui